# ビクトル・ピュイズー

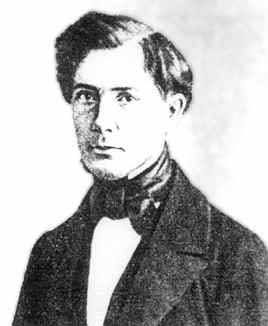
Victor Puiseux.

ビクトル・ピュイズー（Victor Alexandre Puiseux、1820年4月16日 – 1883年9月9日）は、フランスの数学者・天文学者。
アルジャントゥイユに生まれた。高等師範学校で学んだ。1855年から1859年までパリ天文台で働き、1857年からコーシーの後をついで、ソルボンヌ大学の天体力学の教授を務めた。月の運動の理論の発展に貢献した。数学の分野では楕円関数の分野などに業績がある。